# Campeonato Panamericano de Balonmano Masculino Junior de 2013
El X Campeonato Panamericano de Balonmano Masculino Junior de 2013 se disputó entre el 18 y el 24 de marzo de 2013  en Mar del Plata, partido de General Pueyrredón en la provincia de Buenos Aires,
Argentina. y es organizado por la Federación Panamericana de Balonmano Este campeonato entregó tres plazas para el Campeonato Mundial de Balonmano Masculino Junior de 2013

## Primera fase

### Grupo A
| Equipo    | PTS | J | G | E | P | GF | GC | DG  |
| --------- | --- | - | - | - | - | -- | -- | --- |
| Argentina | 6   | 3 | 3 | 0 | 0 | 87 | 48 | +39 |
| Chile     | 4   | 3 | 2 | 0 | 1 | 72 | 76 | +4  |
| Uruguay   | 2   | 3 | 1 | 0 | 2 | 58 | 59 | -1  |
| México    | 0   | 3 | 0 | 0 | 3 | 58 | 92 | -34 |

#### Resultados
| Fecha      | Hora  | Partido³  | Partido³ | Partido³  | Resultado |
| ---------- | ----- | --------- | -------- | --------- | --------- |
| 19.03.2013 | 13:30 | Chile     | -        | México    | 33-28     |
| 19.03.2013 | 20:00 | Argentina | -        | Uruguay   | 24-14     |
| 20.03.2013 | 16:00 | Uruguay   | -        | Chile     | 17-20     |
| 20.03.2013 | 20:00 | México    | -        | Argentina | 15-32     |
| 21.03.2013 | 18:00 | Uruguay   | -        | México    | 27-15     |
| 21.03.2013 | 20:00 | Argentina | -        | Chile     | 31-19     |

### Grupo B
| Equipo      | PTS | J | G | E | P | GF  | GC  | DG  |
| ----------- | --- | - | - | - | - | --- | --- | --- |
| Brasil      | 8   | 4 | 4 | 0 | 0 | 169 | 80  | +89 |
| Puerto Rico | 6   | 4 | 3 | 0 | 1 | 111 | 114 | -3  |
| Canadá      | 2   | 4 | 1 | 0 | 3 | 111 | 144 | -33 |
| Venezuela   | 4   | 4 | 2 | 0 | 2 | 122 | 128 | -6  |
| Paraguay    | 0   | 4 | 0 | 0 | 4 | 87  | 134 | -47 |

#### Resultados
| Fecha      | Hora  | Partido³    | Partido³ | Partido³    | Resultado |
| ---------- | ----- | ----------- | -------- | ----------- | --------- |
| 18.03.2013 | 16:00 | Venezuela   | -        | Puerto Rico | 33-35     |
| 18.03.2013 | 18:00 | Brasil      | -        | Paraguay    | 45-15     |
| 19.03.2013 | 15:30 | Paraguay    | -        | Canadá      | 26-36     |
| 19.03.2013 | 17:30 | Puerto Rico | -        | Brasil      | 21-36     |
| 20.03.2013 | 14:00 | Paraguay    | -        | Puerto Rico | 20-22     |
| 20.03.2013 | 18:00 | Canadá      | -        | Venezuela   | 30-34     |
| 21.03.2013 | 14:00 | Canadá      | -        | Puerto Rico | 25-33     |
| 21.03.2013 | 16:00 | Venezuela   | -        | Brasil      | 24-37     |
| 22.03.2013 | 16:00 | Venezuela   | -        | Paraguay    | 31-26     |
| 22.03.2013 | 18:00 | Brasil      | -        | Canadá      | 51-20     |

### 7º al 9º puesto
| Fecha      | Hora² | Partido¹ | Partido¹ | Partido¹ | Resultado |
| ---------- | ----- | -------- | -------- | -------- | --------- |
| 23.03.2013 | 14:00 | México   | -        | Paraguay | 40-26     |

### 7º/8º puesto
| Fecha      | Hora² | Partido¹ | Partido¹ | Partido¹ | Resultado |
| ---------- | ----- | -------- | -------- | -------- | --------- |
| 24.03.2013 | 12:00 | México   | -        | Canadá   | 31-17     |

### 5º/6º puesto
| Fecha      | Hora² | Partido¹ | Partido¹ | Partido¹  | Resultado |
| ---------- | ----- | -------- | -------- | --------- | --------- |
| 23.03.2013 | 20:00 | Uruguay  | -        | Venezuela | 34-27     |

## Fase final

### Semifinales
| Fecha      | Hora  | Partido³  | Partido³ | Partido³    | Resultado |
| ---------- | ----- | --------- | -------- | ----------- | --------- |
| 23.03.2013 | 16:00 | Argentina | -        | Puerto Rico | 32-20     |
| 23.03.2013 | 18:00 | Brasil    | -        | Chile       | 32-17     |

### 3º/4º puesto
| Fecha      | Hora² | Partido¹    | Partido¹ | Partido¹ | Resultado |
| ---------- | ----- | ----------- | -------- | -------- | --------- |
| 24.03.2013 | 16:00 | Puerto Rico | -        | Chile    | 28-34     |

### Final
| Fecha      | Hora² | Partido¹  | Partido¹ | Partido¹ | Resultado |
| ---------- | ----- | --------- | -------- | -------- | --------- |
| 24.03.2013 | 14:00 | Argentina | -        | Brasil   | 21-25     |

| Brasil           |
| Campeón          |
| Brasil 4° título |

### Clasificación general
| Brasil         |
| Argentina      |
| Chile          |
| 4. Puerto Rico |
| 5. Uruguay     |
| 6. Venezuela   |
| 7. México      |
| 8. Canadá      |
| 9. Paraguay    |

## Clasificados al Mundial 2013
| Bandera de Brasil | Bandera de Argentina | Bandera de Chile |
| Brasil            | Argentina            | Chile            |
| ----------------- | -------------------- | ---------------- |